# Phoradendron woodsonii
Phoradendron woodsonii är en sandelträdsväxtart som beskrevs av Trelease. Phoradendron woodsonii ingår i släktet Phoradendron och familjen sandelträdsväxter. Inga underarter finns listade i Catalogue of Life.